# Москенес
Москенес — коммуна в фюльке Нурланн в Норвегии. Является частью региона Лофотен. Административный центр коммуны — деревня Рейне.

## Общая информация

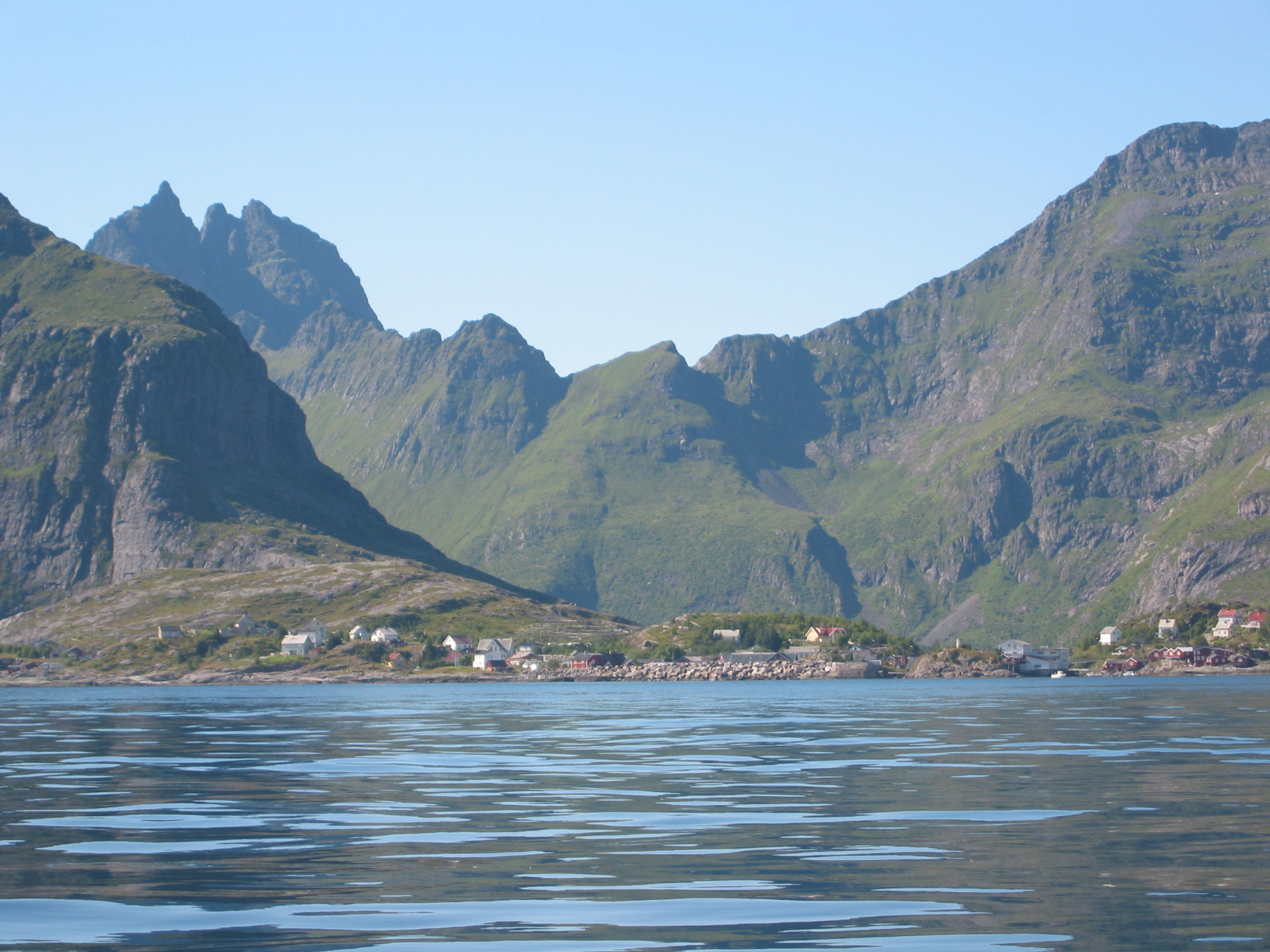
Окрестности О, коммуна Москенес

### Название
Коммуна (первоначально приход) была названа в честь фермы Moskenes (Muskenes — 1567), поскольку там была построена первая церковь. Значение первой части названия неизвестно, окончание — слово nes, означает мыс. «Marsh» или «Moss» в английском означают болото или топь, по этому, вероятно, название означает Болотный мыс.

### Герб
У коммуны современный герб. Он был принят в 12 сентября 1986 года. На гербе изображена вихревая спираль. Вихри или водовороты, такие как Мальстрём, появляются в канале к югу от острова во время морского прилива, создавая опасность при прохождении канала.

## История
Москенес был образован отделением от коммуны Флакстад 1 июля 1916 года. В тот момент в коммуне насчитывалось 1 306 жителей. 1 января 1964 года две коммуны были воссоединены вместе, на этот раз, под названием Москенес. Однако 1 января 1976 года Флакстад опять стал независимой коммуной.

## Достопримечательности

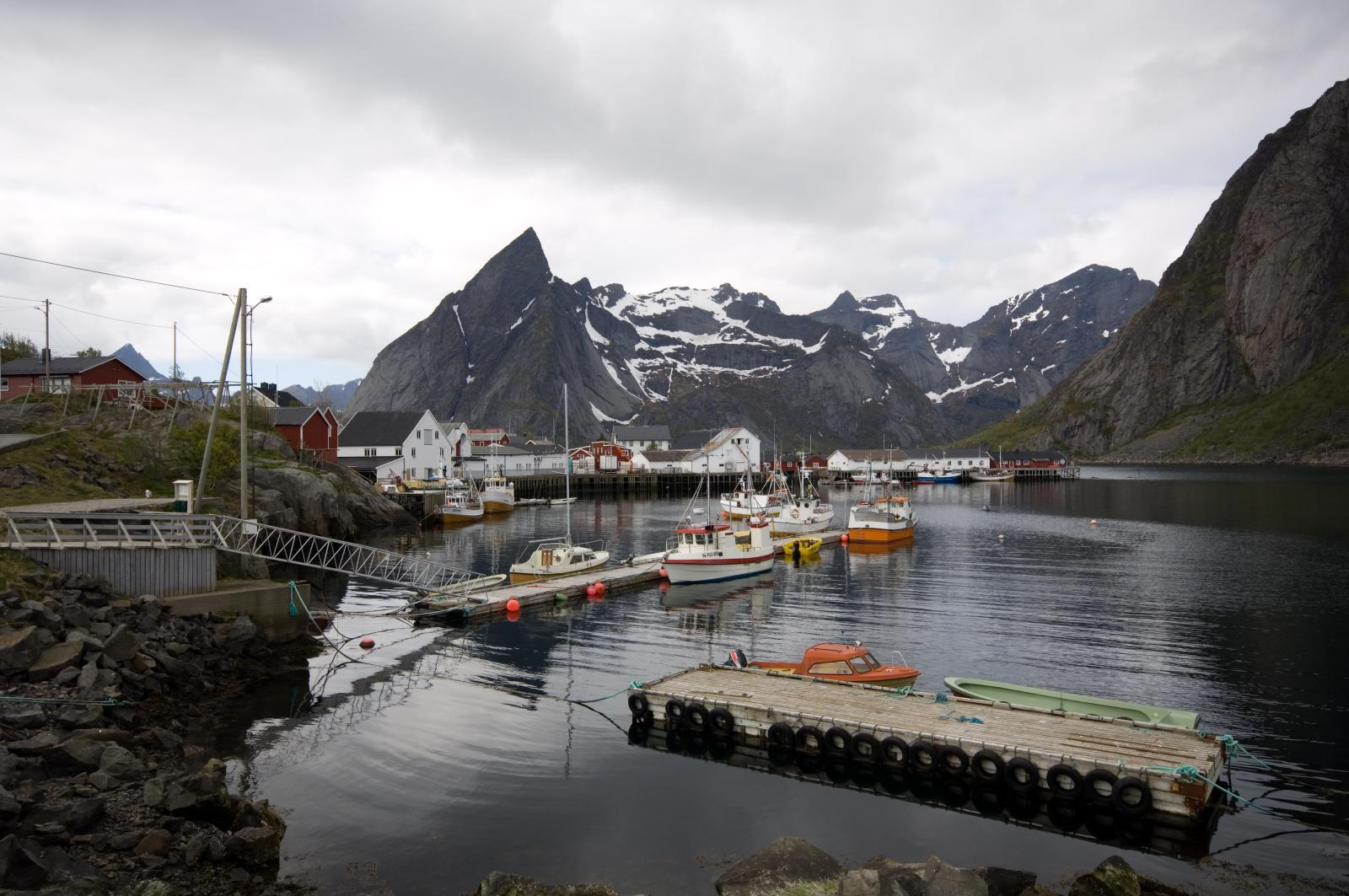
Хамнёй, коммуна Москенес

Москенес относится к самым живописным коммунам Норвегии. Живописные рыбацкие деревни Хамнёй, Рейне, Сёрвоген, Москенес, О и Тинд расположены на впечатляющем фоне из «зубчатых» пиков возвышающихся над Вестфьордом.
Между юго-западной оконечностью Лофотенского хребта и находящимся в открытом море островом Москен находится приливное течение Moskstraumen, известное на международном уровне как Maelstrom (Мальстрём), которого опасаются все моряки. На изолированном северо-западном берегу острова находятся интересные наскальные рисунки каменного века. Гора Hermannsdalstinden высотой 1029 м — самая высокая в коммуне.

## Известные жители
- Ганс Эрик Хусбю (Hans Erik Dyvik Husby), музыкант
- Биргер Эриксен (Birger Eriksen), командующий крепости Оскарсборг (Oscarsborg), ответственный за затопление Блюхера, немецкого военного корабля вошедшего в Осло ночью между 8 и 9 апреля 1940 года.